# طوني فـان ليوين
طوني فـان ليوين (بالهولندية: Tonny van Leeuwen)‏ هو لاعب كرة قدم هولندي في مركز حراسة المرمى، ولد في 21 مارس 1943 في خاودا في هولندا، وتوفي في 15 يونيو 1971 في ميبل في هولندا. شارك مع منتخب هولندا لكرة القدم. أما مع النوادي، فقد لعب مع سبارتا روتردام ونادي غرونينغن.

## وصلات خارجية
- طوني فـان ليوين على موقع ناشيونال فوتبول تيمز (الإنجليزية)
- طوني فـان ليوين على موقع عالم كرة القدم.نت (الإنجليزية)